# Table des caractères Unicode/U40000
Cette page contient des caractères spéciaux ou non latins. S’ils s’affichent mal (▯, ?, etc.), consultez la page d’aide Unicode.
Table des caractères Unicode U+40000 à U+4FFFF.

## Points de codes non attribués(réservés)
Cette plage de points de code n’est pas encore attribuée. Aucun caractère n'y est défini pour l’instant, ces points de codes ne peuvent être utilisés. Éventuellement de nouveaux blocs y seront définis dans une version ultérieure d’Unicode.
Cependant les deux derniers points de code du plan sont attribués à des non-caractères.

### Table des caractères
| en fr               | 0 | 1 | 2 | 3 | 4 | 5 | 6 | 7 | 8 | 9 | A | B | C | D | E | F |
| ------------------- | - | - | - | - | - | - | - | - | - | - | - | - | - | - | - | - |
| U+40000 ... U+4FFE0 |   |   |   |   |   |   |   |   |   |   |   |   |   |   |   |   |
| U+4FFF0             |   |   |   |   |   |   |   |   |   |   |   |   |   |   |   |   |